# Intel Developer Forum
IDF è l'acronimo di Intel Developer Forum. Era uno degli eventi del settore hardware promosso da Intel e fu organizzato periodicamente in diverse parti del mondo per discutere delle nuove tecnologie nel campo dei PC, server e dispositivi per le comunicazioni. Solitamente si tenevano due sessioni durante l'anno chiamate Spring IDF e Fall IDF.
La prima edizione è stata la Fall IDF 1997 tenutasi a San Francisco, California (USA). L'ultima edizione si è avuta nel 2017.